# مقاتلة-قاذفة

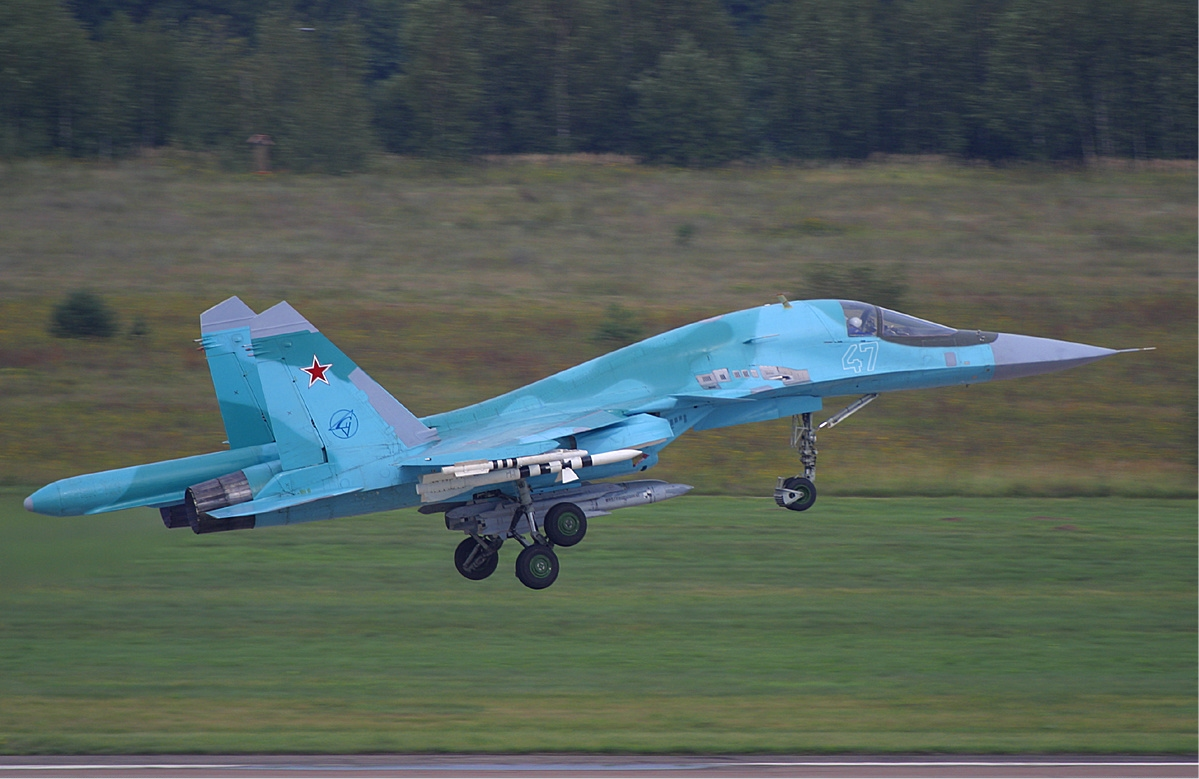
المقاتلة-القاذفة الروسية سو-34

المقاتلة القاذفة هي طائرة مقاتلة لها قدرات الهجوم على الأهداف الأرضية والبحرية. تختلف المقاتلة-القاذفة عن طائرة الهجوم الأرضي في أنها تظل مقاتلة لها كفائتها وقدرتها. في السابق غالبا ما كانت الضربات الجوية تقوم بها القاذفات محمية بالمقاتلات. تستطيع الطائرات المقاتلة-القاذفة أن تهاجم الأهداف الأرضية دون الحاجة لحماية حيث تظل لها قدرات على دفاع نفسها وتظل لها القدرة على المناورة.
تختلف المقاتلة القاذفة عن المقاتلة متعددة المهام في أن المقاتلة-القاذفة تركز بشكل أساسي على مهام الهجوم الأرضي إلى جانب دور صغير لها في القتال الجوي، أما متعددة المهام فتستطيع القيام بالدورين بشكل متساوي.

## نماذج للطائرات المقاتلة-القاذفة
- إف-15 إي سترايك إيغل.
- سوخوي سو-34.
- سوخوي سو-30.
- إف-35 لايتنيغ الثانية.
- تورنادو.